# 3936 Elst
3936 Elst eller 2321 T-3 är en asteroid i huvudbältet som upptäcktes den 16 oktober 1977 av den nederländsk-amerikanske astronomen Tom Gehrels och det nederländska astronomparet Ingrid van Houten-Groeneveld och Cornelis Johannes van Houten vid Palomar-observatoriet. Den är uppkallad efter den belgiske astronomen Eric W. Elst.
Asteroiden har en diameter på ungefär 4 kilometer och den tillhör asteroidgruppen Vesta.